# Тузанович, Борис Дмитриевич
Борис Дмитриевич Тузанович — советский и российский художник-мультипликатор, режиссёр мультипликации и художник-постановщик. Заслуженный работник культуры Российской Федерации (2011).

## Биография
Родился 20 октября 1947 года.
С 1970—1974 года проходил обучение во Всесоюзном заочном народном университете.
В 1974—1975 годах учился на курсах художников-мультипликаторов при студии «Мульттелефильм» — подразделения творческого объединения «Экран».
Работал на студиях: «Союзмультфильм» (1971—1973) и «Мульттелефильм» (1973—2000).

Ныне — кинорежиссёр студии «Кристмас Филмз» в Москве.
17 октября 2011 года был удостоен звания «Заслуженный работник культуры Российской Федерации» за заслуги в области культуры и многолетнюю плодотворную работу.

## Фильмография

### Режиссёр
- 1980 Нокаут
- 1983 Эволюция
- 1986 В набежавшую волну
- 1986 Душа пегаса
- 1987 Метод
- 1987 Портрет
- 1987 Фиаско
- 1988 Зелёный брат
- 1988 Игра
- 1988 Каскадёр
- 1988 Машина времени
- 1988 Охотник на привале
- 1988 Похищение
- 1989 Лестница жизни
- 1989 Эстафета
- 1989 Сказка о старом эхо
- 1990 Земляничный дождик
- 1991 Мотылёк
- 1992 Туман из Лондона
- 1992 Эй, на том берегу!
- 1993 Еловое яблоко
- 1994 Лунная дорожка
- 1994 Летний снеговик
- 1997 Загадка сфинкса
- 2005 Удивительные приключения Хомы

### Художник-постановщик
- 1980 Нокаут
- 1986 Душа пегаса

### Художник
- 1975 Нарисовать начало
- 1984 Великолепный Гоша 9
- 1984 Подарок для слона

### Художник-мультипликатор
- 1975 Басни Михалкова
- 1975 Мук-скороход
- 1976 Все непонятливые
- 1978 Когда растаял снег
- 1978 Мой приятель светофор
- 1979 Очень синяя борода
- 1979 Олимпийский характер
- 1979 Вовка-тренер
- 1980 Трям! Здравствуйте!
- 1980 Кнопочки и человечки
- 1981 Космические пришельцы 1
- 1981 Раз ковбой, два ковбой
- 1982 Огромное небо
- 1982 Филипок
- 1983 Свет хлеба
- 1983 Фантазёр
- 1983 Эволюция
- 1983 Болванка
- 1984 Это совсем не про это
- 1984 По дороге с облаками
- 1984 Подарок для слона
- 1984 Капля
- 1985 Великолепный Гоша 10
- 1985 Повелители молний
- 1985 Маленькие чудеса
- 1986 Нехочуха
- 1986 Фунтик и сыщики
- 1987 Молочный Нептун
- 2006 Князь Владимир

## Награды
- «Зелёный брат» — Приз XII МКФ в Варне,
  - Гран-при и золотая медаль на II МКФ телефильмов в Парме, 1989;
- «Охотник на привале» — Приз XIII МКФ в Варне,
  - Диплом на МКФ в Аннеси, Франция, 1989.[3]